# Packy Lee
Patrick „Packy“ Lee (* 1981 oder 1982 in Belfast, Nordirland) ist ein irischer Schauspieler.

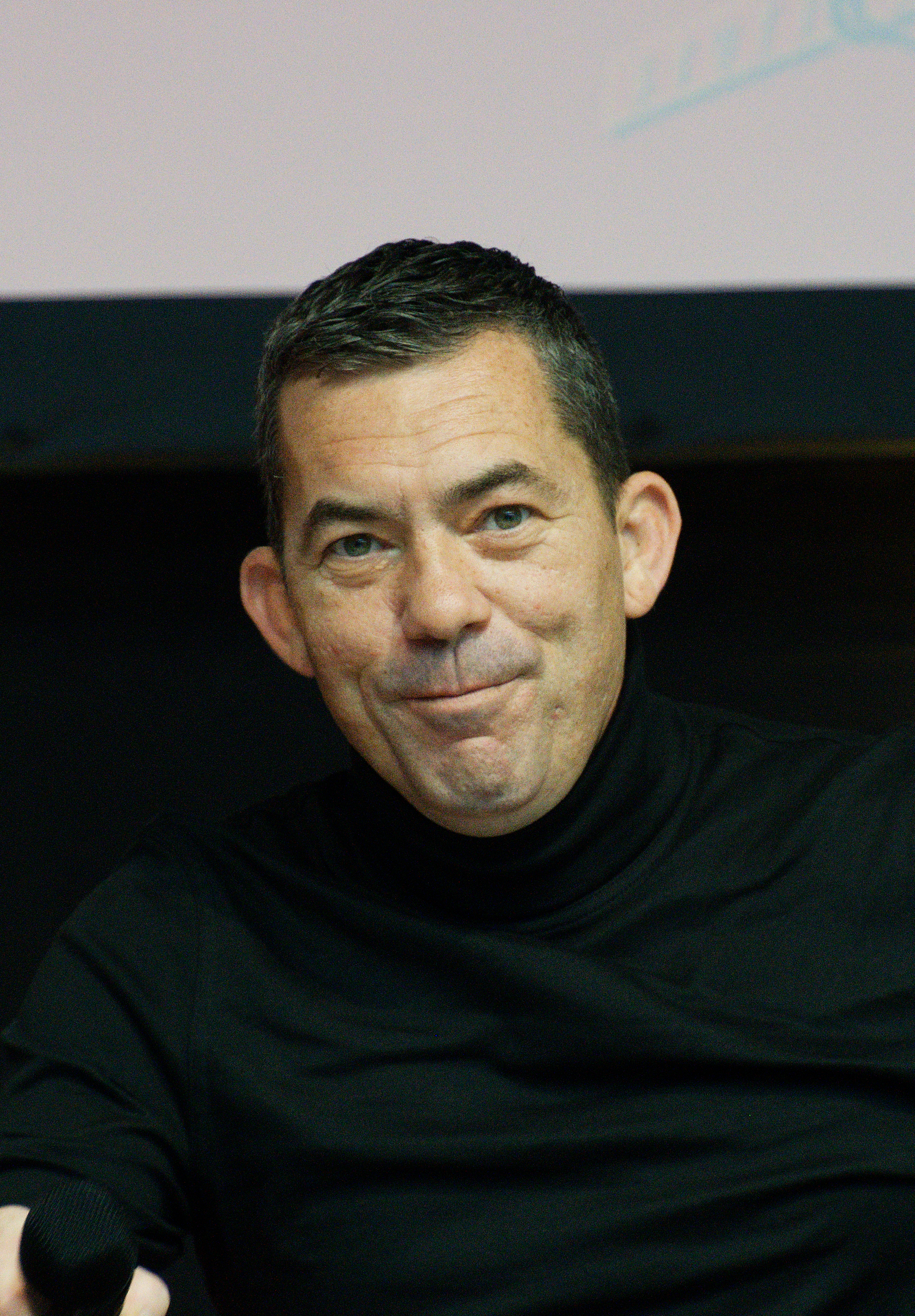
Packy Lee auf der ComicCon 2023 in Stuttgart

## Leben
Lee wuchs in New Barnsley, im Westen Belfasts auf. Er besuchte die Christian Brothers School und anschließend das Corpus Christi College in Belfast. Lee ist verheiratet und Vater von drei Kindern.
1998 war er in einer Nebenrolle im Film Frontline – Zwischen den Fronten zu sehen. Zu Beginn der 2000er wirkte er in einer Reihe von Kurz- und Filmrollen mit. Er lebte einige Zeit mit dem Schauspieler John Connors zusammen. 2006 verkörperte er in der Fernsehserie Murphy’s Law in drei Episoden die Rolle des Drew Johnstone Jnr. 2011 erhielt er eine Rolle im Kurzfilm The Shore, die laut eigenen Aussagen für seine schauspielerische Zukunft richtungsweisend war. 2013 erhielt er mit der Rolle des Johnny Dogs in der Serie Peaky Blinders – Gangs of Birmingham eine ähnliche Rolle. War er in der ersten Staffel noch Nebendarsteller, zählte er ab der zweiten bis zur sechsten Staffel zum Hauptcast. In insgesamt 23 Episoden verkörperte er einen in Birmingham lebenden Zigeuner. Für die deutschsprachige Fassung lieh ihm Santiago Ziesmer seine Stimme. Seit den Dreharbeiten verbindet ihn mit Hauptdarsteller Cillian Murphy eine feste Freundschaft. Er übernahm 2015 wiederkehrende Rollen in den Fernsehserien Clean Break und The Frankenstein Chronicles und war 2019 in der ersten Episode der Serie The Witcher zu sehen. Im selben Jahr wirkte er in der Rolle des Mackers im Film A Good Woman Is Hard to Find mit. Eine Nebenrolle hatte er 2020 in Pixie – Mit ihr ist nicht zu spaßen inne.

## Filmografie (Auswahl)
- 1998: Frontline – Zwischen den Fronten (Titanic Town)
- 2000: Accelerator
- 2000: Blamm! Blamm! (Kurzfilm)
- 2001: H3
- 2002: As the Beast Sleeps (Fernsehfilm)
- 2002: The Escapist
- 2003: Die Mauer des Zorns (Holy Cross, Fernsehfilm)
- 2003: You Looking at Me? (Fernsehfilm)
- 2004: Pulling Moves (Fernsehserie, Episode 1x04)
- 2005: Endgame (Kurzfilm)
- 2005: Pretty Face (Kurzfilm)
- 2005: ShakespeaRe-Told (Miniserie, Episode 1x02)
- 2006: Murphy’s Law (Fernsehserie, 3 Episoden)
- 2007: The Bill (Fernsehserie, Episode 23x34)
- 2009: Pumpgirl
- 2011: Killing Bono
- 2011: The Shore (Kurzfilm)
- 2012: Jump
- 2012: King of the Travellers
- 2013–2022: Peaky Blinders – Gangs of Birmingham (Peaky Blinders, Fernsehserie, 23 Episoden)
- 2014: Shooting for Socrates
- 2015: Clean Break (Fernsehserie, 4 Episoden)
- 2015: The Frankenstein Chronicles (Fernsehserie, 2 Episoden)
- 2018: Float Like a Butterfly
- 2019: A Good Woman Is Hard to Find
- 2019: The Witcher (Fernsehserie, Episode 1x01)
- 2020: Pixie – Mit ihr ist nicht zu spaßen (Pixie)
- 2021: Free Fall (Kurzfilm)
- 2022: Derry Girls (Fernsehserie, Episode 3x03)